# Wang Congkang
Det här är en artikel om en person med kinesiskt personnamn; Wang är familjenamnet.
Wang Congkang (kinesiska: 王丛康), född 31 oktober 1996, är en kinesisk kanotist.

## Karriär
Vid olympiska sommarspelen 2020 i Tokyo tävlade Wang i två grenar. Han slutade på åttonde plats tillsammans med Bu Tingkai i K-2 1000 meter samt var en del av Kinas lag tillsammans med Yang Xiaoxu, Zhang Dong och Bu Tingkai som blev utslagna i semifinalen på K-4 500 meter.